# 에리히 쾰러
에리히 쾰러(독일어: Erich Köhler, 1892년 6월 27일~1958년 10월 23일)는 독일의 정치인이다. 1945년 콘라트 아데나워 등과 독일 기독교민주연합을 창립했으며 초대 독일 연방의회 의장(1949년 9월 7일~1950년 10월 18일)을 역임했다.